# Giovanni Borgia (cardinale 1446)
Giovanni Borgia il Maggiore (in spagnolo: Juan de Borja Llançol de Romaní; Játiva, 1446 – Roma, 1º agosto 1503) è stato un cardinale e arcivescovo cattolico spagnolo, nominato da papa Alessandro VI come sua prima creatura nel 1492.

## Biografia
Figlio di Pedro Guillen Lanzol de Romani, barone di Villalonga, e da Juana Borja, nipote di Alonso, poi papa Callisto III, pare infatti errata la versione genealogica, che è stata proposta dall'Oliver y Hurtado e accolta da alcuni biografi, secondo la quale il Giovanni Borgia sarebbe stato invece figlio di un Galcerán de Borja y Moncada e di Tecla Navarro Alpicat, nacque a Játiva nel 1446.
Il cognome Borgia derivò dunque dalla famiglia materna e si spiega non con un atto formale di adozione, ma con l'uso, divenuto generale tra i collaterali di Callisto III e di Alessandro VI.
In Spagna ebbe presumibilmente le sue prime cariche ecclesiastiche, e attorno al 1480 fu chiamato in Italia dallo zio, ancora cardinale.
Il 13 settembre 1483 fu eletto arcivescovo di Monreale. Fu in seguito consacrato vescovo, ma non visitò mai la sua diocesi. Fu nominato anche amministratore apostolico dell'arcidiocesi di Olomouc, in Moravia, mantenendo la sede dal 1493 al 1497. 
Nel 1492 fu la prima creatura (ovvero il primo ad essere creato cardinale) di Rodrigo Borgia, divenuto papa Alessandro VI, e perciò tra i suoi più stretti collaboratori, nonostante il cardinale Giuliano della Rovere dimostrasse di caldeggiare la sua elevazione alla porpora.
L'8 maggio 1494 incoronò a Napoli re Alfonso II. Verso la fine dell'anno incontrò anche Carlo VIII di Francia a Bracciano, durante la discesa del re verso Roma.
Nello stesso anno fu eletto vescovo di Ferrara, cumulando anche quest'incarico ecclesiastico ai precedenti.
Ebbe vari incarichi diplomatici, nei quali seppe mettere in luce la sua abilità, al punto che fu costretto a rinunciare alla carriera diplomatica per non offuscare il più potente cugino Cesare Borgia.
Il 24 aprile 1503 ottenne per sé anche il patriarcato latino di Costantinopoli.

### Morte
Giovanni Borgia il Maggiore morì il 1º agosto 1503, e nello stesso mese anche suo zio Papa Alessandro VI perse la vita.

## Cultura di massa
- Juan Borgia è uno dei bersagli da eliminare nel videogioco Assassin's Creed: Brotherhood (2010).

## Curiosità
- In suo onore nel 1488, durante i capitoli di fondazione di Piana degli Albanesi (PA), allora territorio della diocesi di Monreale, gli esuli albanesi col cognome "Borshi-a" (località albanese nei pressi di Himara) hanno assunto il cognome italianizzato omonimo Borgia.